# Okręg Lower River
Okręg Lower River - jest jednym z pięciu okręgów w Gambii.
W skład dywizji wchodzi 6 dystryktów:
- Jarra Central
- Jarra East
- Jarra West
- Kiang Central
- Kiang East
- Kiang West